# Богородица от планината (манастир)
Манастирът „Богородица от планината“ (на испански: Santuario de la Sierra, Mare de Deu de la Serra) е католическа църква и бивш манастир в град Монблан, в каталунската провинция Тарагона.
Манастирът е построен през 1296 г. с дарение на Евдокия Ласкарина Асенина, дъщеря на никейския император Теодор II Ласкарис и внучка на българския цар Йоан Асен II. Светата обител е посветена на ордена на Бедните клариси. Мястото на върха на хълма Ла Сера не е избрано случайно. Според местно предание тук са убити от сарацините пет християнски момчета.
Евдокия подарява на манастира икона на Богородица, изработена в Италия, която още се съхранява там. Иконата показва Богородица в реални размери (175 см) и е поставена зад олтара като до нея се стига по стълби. До олтара на църквата е поставен т.нар. Зелен кръст, изработен през XII век от зелен яспис, с височина 118 см, в центъра на който има малко изображение (35 см) на Дева Мария.
Запазени са също така манастирските надписи, в които основателката на манастира фигурира освен с името си Евдокия, също и като Ирина (Ирена) Ласкарис - име, с което е позната в страната. В този манастир Евдокия се замонашва към 1306.
Обителта понася през вековете множество щети и разрушения, правени са ремонти и достроявания. Последните пет монахини от ордена на Бедните клариси го напускат през ноември 2008 г. и се преместват в град Реус.